# Trois Sœurs (Tallinn)
Pour les articles homonymes, voir Trois sœurs.
Les trois soeurs (en estonien : Kolm Õde) est un ensemble architectural de la première moitié du XVe siècle situé dans le centre historique de Tallinn en Estonie.

## Présentation
Les Trois Sœurs est situé à Pikk tänav 71, à proximité de l'ancienne tour Grosse Marguerite et de l'Église Saint-Olaf de Tallinn.
L'hôtel des trois soeurs est en activité depuis 2003 dans les bâtiments. Les bâtiments rénovés en 2003 ont été reconnus par le Conseil du patrimoine culturel de Tallinn comme le bâtiment ancien le mieux restauré de Tallinn au printemps 2004. Lors des travaux intérieurs, des peintures de plafond historiques ont également été découvertes dans le complexe immobilier,,.

## Architecture
Le complexe immobilier se compose de trois bâtiments de commerce et de stockage de style gothique tardif datant de 1362, selon d'autres informations du XVe siècle.
Selon la légende, un marchand fit construire les trois maisons pour ses trois filles. Les maisons appartenèrent plus tard à des personnalités connues de Reval, comme des maîtres de guilde, des conseillers municipaux et des maires, et furent maintes fois rénovées.
Des appartements municipaux et l'administration du tourisme y ont été également installés.
En 2003, il a été transformé en hôtel cinq étoiles.
Des hôtes d'État de haut rang d'Estonie sont souvent hébergés dans cet hôtel. Parmi les invités de l'hôtel o t figuré des personnalités connues telles qu'Elizabeth II, l'empereur Akihito du Japon, le président Horst Köhler ainsi que les membres du groupe Metallica.
L'un des premiers clients de l'hôtel fut Lennart Meri, ancien président de l'Estonie.
Dans la rue Lai tänav, se trouve le complexe immobilier des Trois frères.

## Galerie

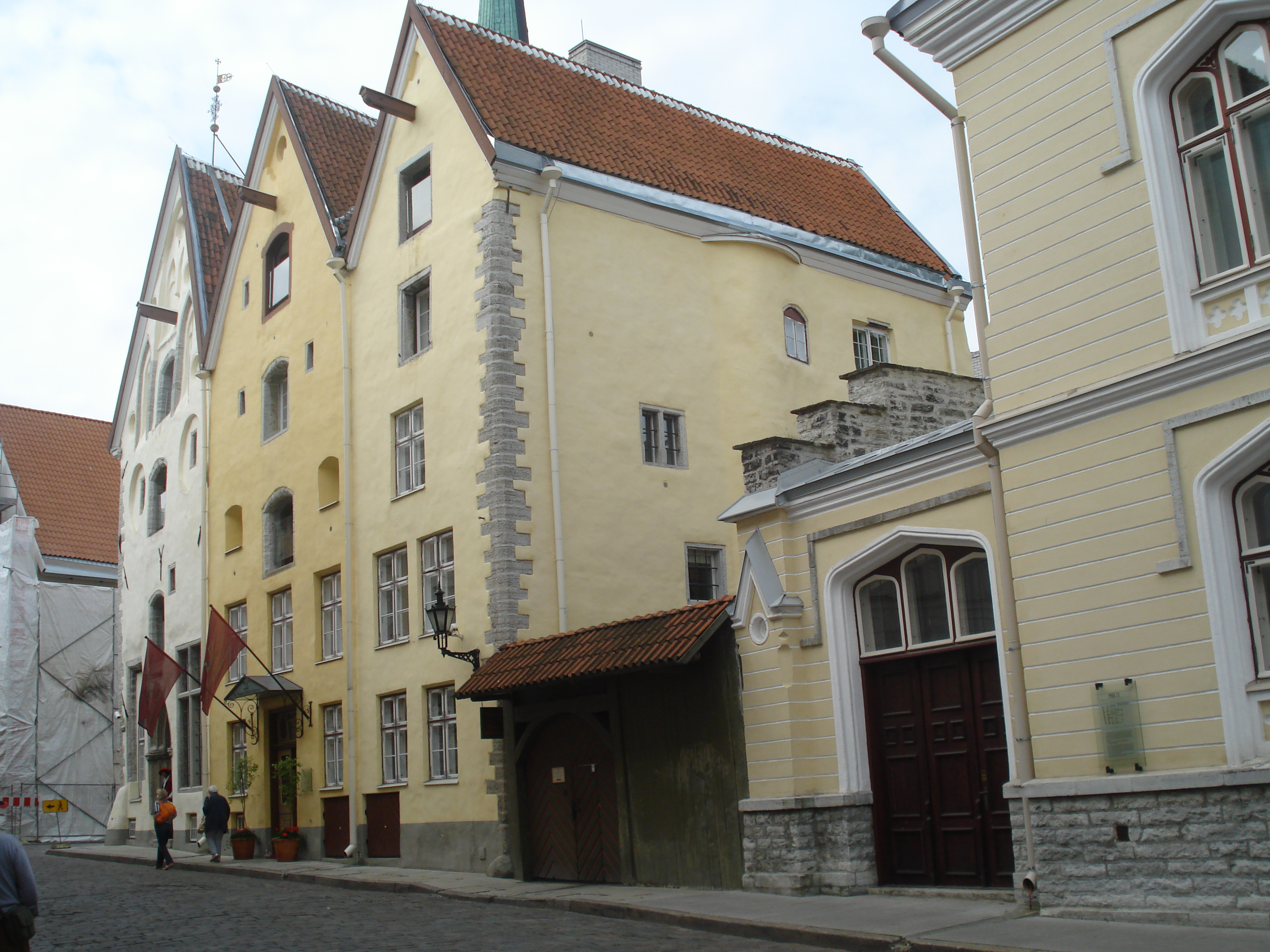
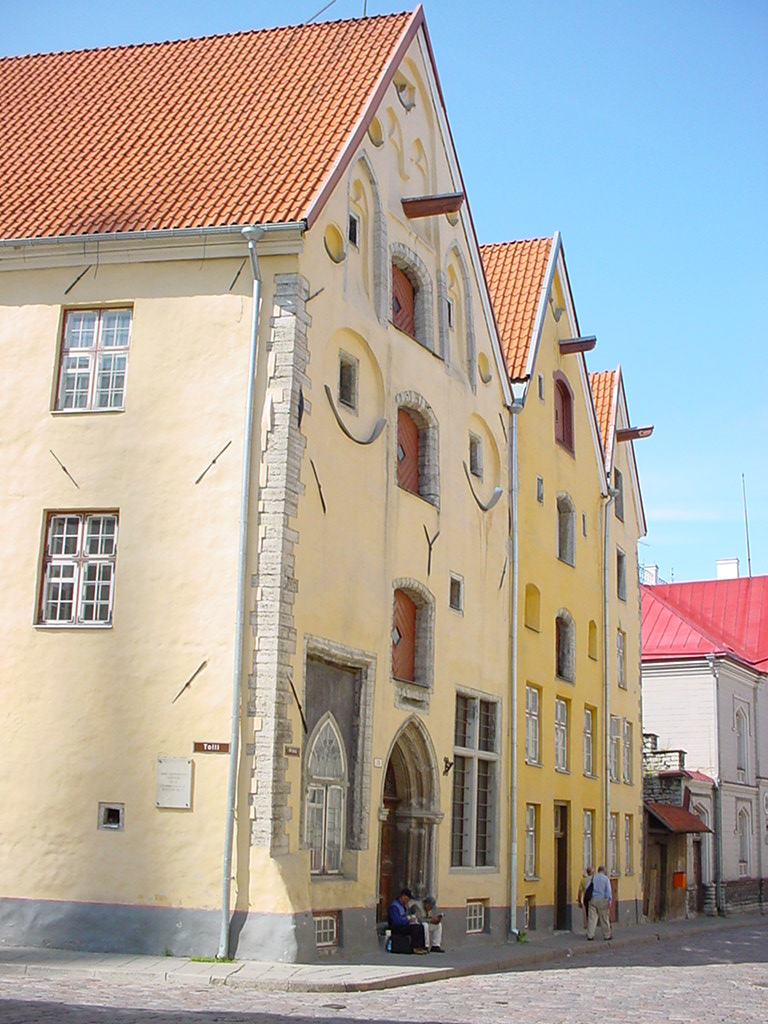
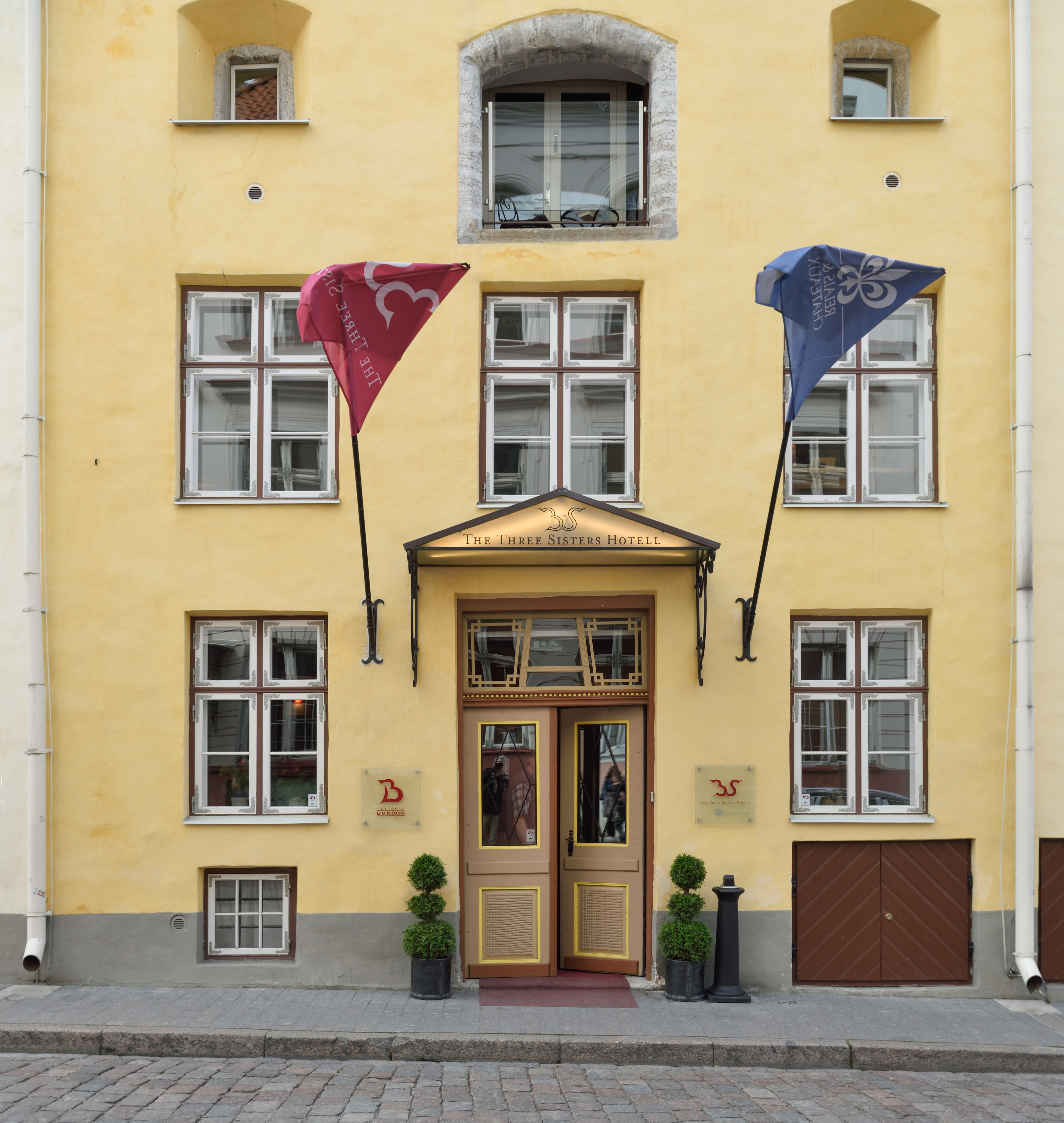
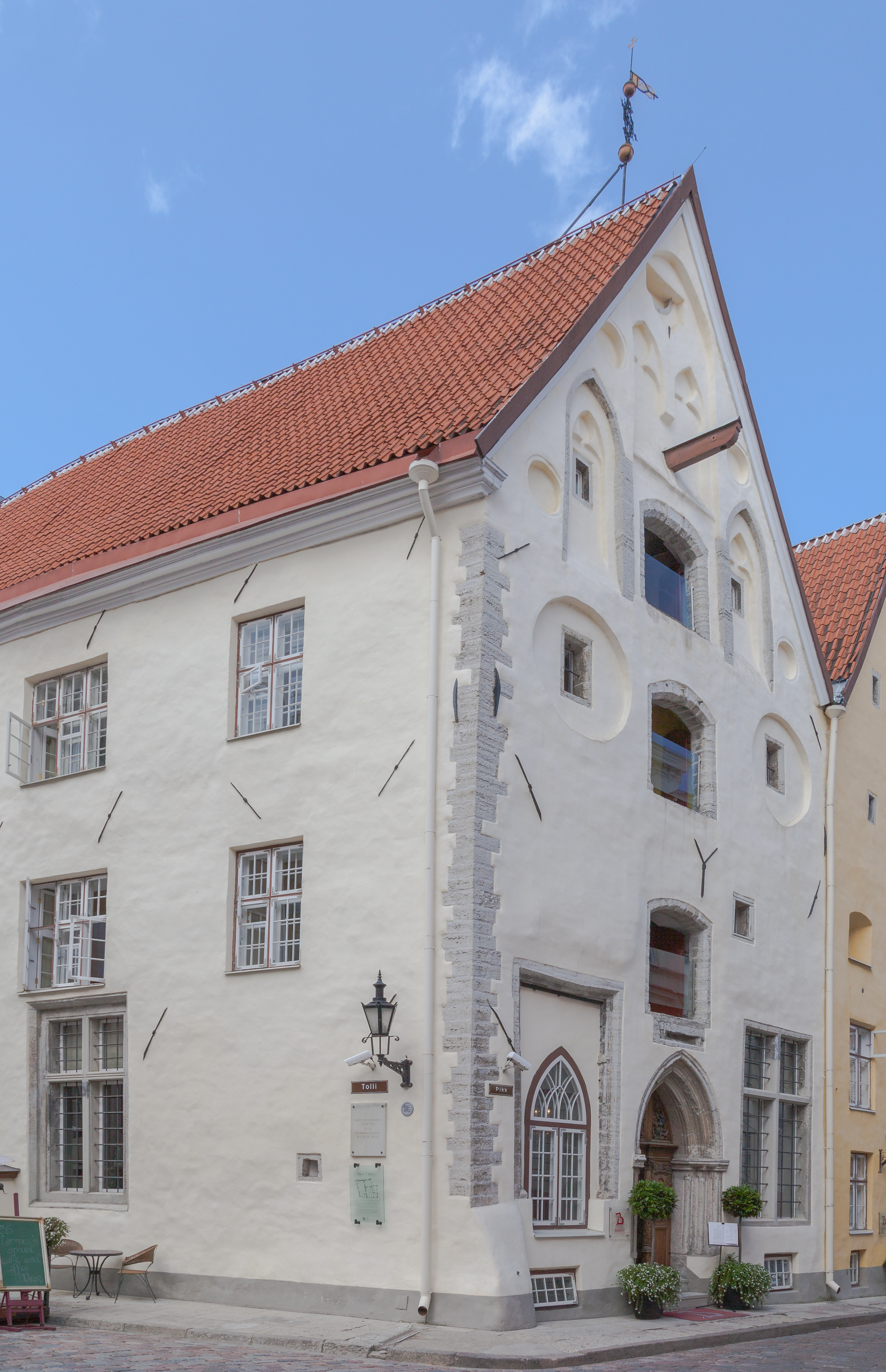